# Pet Rock
Pet Rock (pedra de estimação) é um brinquedo colecionável fabricado em 1975 pelo executivo publicitário Gary Dahl. Pet Rocks são pedras lisas da Rosarito Beach do México. Elas eram comercializadas como brinquedo, em caixas de papelão personalizadas, completas com palha e orifícios para respirar. 